# Фрайберг, Готфрид фон
Го́тфрид фон Фра́йберг (нем. Gottfried von Freiberg; 8 апреля 1908, Вена — 2 февраля 1962, там же) — австрийский валторнист и музыкальный педагог, первый исполнитель второго концерта для валторны Рихарда Штрауса.

## Биография
Готфрид фон Фрайберг родился в семье высокопоставленного чиновника министерства внутренних дел Австро-Венгерской империи. По линии матери он был прямым потомком Франца Шуберта. Музыкальные способности Фрайберга проявились в очень раннем возрасте. Его музыкальным образованием руководил солист-валторнист Венского филармонического оркестра Карл Штиглер, приходившийся ему родным дядей.
Первым музыкальным коллективом Фрайберга стал оркестр Государственного театра Баден-Бадена и Карлсруэ. В 1928 году он получил работу в Венском филармоническом оркестре. После смерти его дяди Карла Штиглера в 1932 году Готфрид фон Фрайберг унаследовал его место солиста в оркестре, а также занял его пост преподавателя Венской академии музыки. В 1936 году по приглашению Сергея Кусевицкого он уехал в США, чтобы работать в Бостонском симфоническом оркестре, однако через год вынужден был вернуться из-за антинемецких настроений, господствовавших в Америке в связи с приходом нацистов к власти в Германии, а также из-за проблем с морским климатом, негативно влиявшим на его исполнительский аппарат.
Вернувшись в Австрию, вскоре аннексированную немцами, Готфрид фон Фрайберг, имевший еврейские корни, смог избежать преследования благодаря личному покровительству Йозефа Геббельса, питавшего слабость к классической музыке. В 1943 году Фрайберг в сопровождении оркестра Венской филармонии под управлением Карла Бёма впервые исполнил концерт для валторны с оркестром № 2 Рихарда Штрауса.
После окончания Второй мировой войны Фрайберг, как один из немногих членов оркестра, не состоявший в НСДАП, был избран президентом правления Венского филармонического оркестра, который, как известно, на протяжении всего существования управлялся самими работающими в нём музыкантами. В последние годы своей жизни он прекратил работу в оркестре и посвятил себя преподаванию и камерному музицированию. Время от времени он также выступал как солист. Например, в 1958 году он вновь исполнил с оркестром Венской филармонии второй концерт Штрауса. Напряжённый рабочий график и злоупотребление никотином пагубно сказались на здоровье музыканта. Перенеся несколько инфарктов, он скончался в 1962 году в возрасте 54 лет.